# Stanisław Pryczynenko
Stanisław Wołodymyrowycz Pryczynenko, ukr. Станіслав Володимирович Причиненко (ur. 26 czerwca 1991 w Symferopolu) – ukraiński piłkarz, grający na pozycji pomocnika.

## Kariera piłkarska
Wychowanek klubów Tawrija Symferopol i Szachtar Donieck, barwy których bronił w juniorskich mistrzostwach Ukrainy (DJuFL). Karierę piłkarską rozpoczął 9 kwietnia 2008 w składzie Szachtar-3 Donieck. Również występował w rezerwowej drużynie Szachtara. W lutym 2011 przeniósł się do Tawrii Symferopol. 20 czerwca 2014 przeszedł do FK Tosno.